# Вулиця Віктора Ярмоли
Вулиця Ві́ктора Ярмо́ли — вулиця у Шевченківському районі міста Києва, місцевість Шулявка. Пролягає від Провіантської вулиці до Тбіліського провулку. 
Прилучаються вулиці Шулявська, Старокиївська, Богдана Гаврилишина та Старокиївський провулок.

## Історія
Вулиця виникла у другій половині XIX століття під назвою Піщана. Назва, можливо, походить від струмка Піщаний, що протікав неподалік. Сучасна назва на честь українського господарчого діяча, Героя Соціалістичної Праці В. М. Ярмоли — з 1984 року. 
Стара (одно-, двоповерхова) забудова на вулиці Віктора Ярмоли знесена у 60–80-ті роки XX століття. Тоді ж зведено чотири житлові будинки, які складають сучасну житлову забудову вулиці (серії 1-480 та 1-КГ-480-12У).